# Naná Vasconcelos

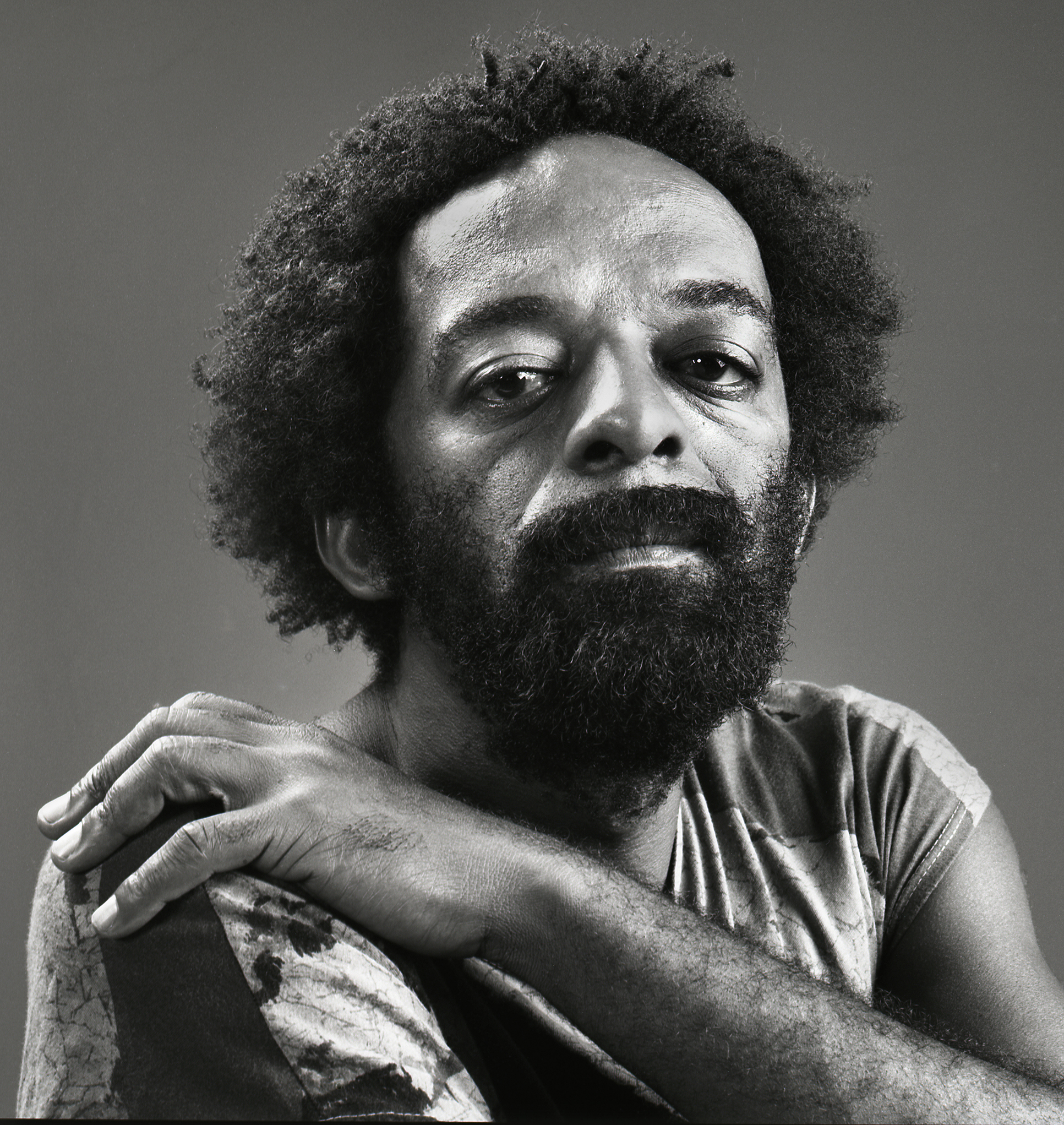
Nana Vasconcelos - Portrait by Gert Chesi, 80er

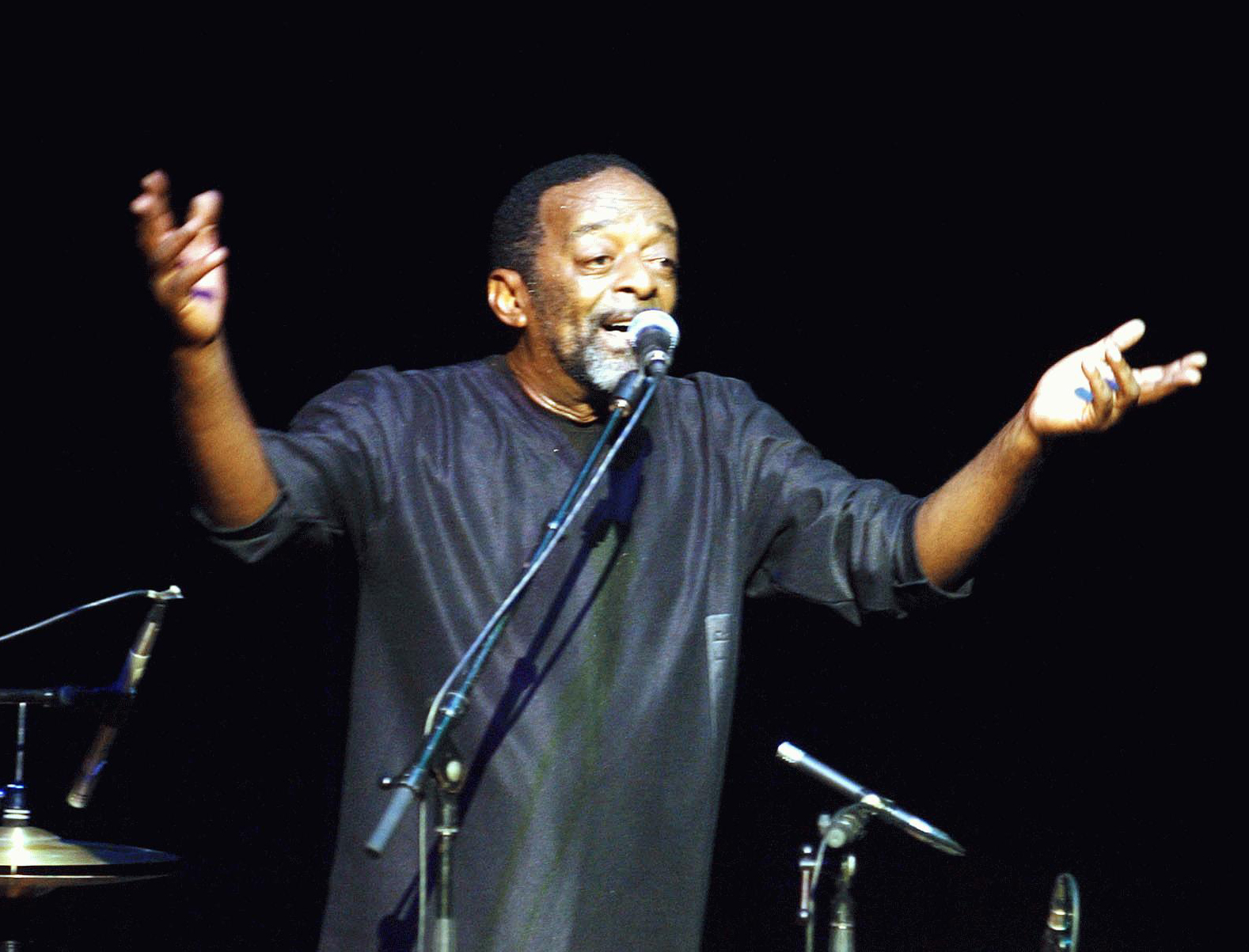
Naná Vasconcelos (2003)

Juvenal de Holanda „Naná“ Vasconcelos (* 2. August 1944 in Recife; † 9. März 2016 ebenda) war ein brasilianischer Jazz-Perkussionist.

## Leben und Wirken
Vasconcelos spielte bereits mit zwölf Jahren in der Band seines Vaters, eines Gitarristen, die Bongos und die Maracas. Er wurde in den kommenden Jahren mit den unterschiedlichen  Rhythmen der Musik Nordbrasiliens vertraut, erlernte das Spielen aller relevanten brasilianischen Perkussionsinstrumente und spezialisierte sich seit den 1960er Jahren auf das Berimbau, das er virtuos beherrschte und „dessen Spieltechnik er weit über die traditionelle Linie hinaus entwickelt hat“ (Martin Kunzler). Er stieg später auf das Schlagzeug um und ging nach Rio de Janeiro. Dort arbeitete er seit 1967 zunächst in der Bossa Nova mit dem Sänger Agostinho dos Santos und ab 1969 mit Milton Nascimento, aber auch mit Luiz Bonfá und Gal Costa. In Rio entdeckte ihn Gato Barbieri, der ihn als Perkussionisten in seine Band aufnahm. Vasconcelos trat mit ihm 1971 in New York City auf, wo er auch mit Oliver Nelson und Leon Thomas aufnahm. 1972 trat er mit Barbieri beim Montreux Jazz Festival und einer sich anschließenden Europatournee auf. Im Anschluss an die Gastspielreise blieb Vasconcelos in Paris, wo er mit Jean-Luc Ponty spielte, als Musiktherapeut arbeitete und wo sein erstes Album, Africa Deus, entstand. Auch war er an Aufnahmen von Rolf Kühn beteiligt und arbeitete in Schweden mit Don Cherry.

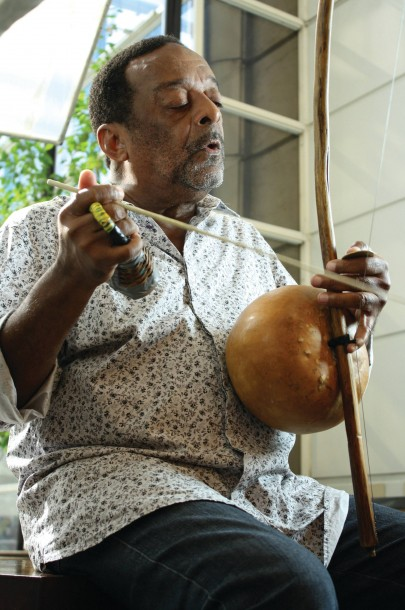
Naná Vasconcelos (2012)

Nach seiner Rückkehr nach Brasilien nahm er das Album Amazonas auf und begann die Zusammenarbeit mit Egberto Gismonti, mit dem er drei Duo-Alben einspielte und der ihn auch für sein Ensemble verpflichtete. 1978 gründete er mit Don Cherry und Collin Walcott das Trio Codona, mit dem er bis 1982 auf Tournee ging und drei Alben einspielte. Daneben arbeitete er 1980 und 1983 auch live mit Pat Methenys Band; weiterhin war er mit den Yellowjackets, mit den Talking Heads und mit U2 zu hören.
1983 unternahm er eine Europa-Tournee mit einer Breakdance-Gruppe aus der Bronx und veröffentlichte das Album Zumbi, das den rhythmischen Einsatz seiner Stimme und seine Körper-Perkussion in den Vordergrund stellte. Im selben Jahr begann er jedoch auch, sich intensiver mit maschinellen Schlagzeugklängen zu beschäftigen (etwa auf seinem Album Bush Dance zu hören). 1986 folgte eine Solotournee durch sein Heimatland Brasilien. Daneben arbeitete er mit einer großen Bandbreite brasilianischer Musiker von Sérgio Mendes über die Sängerinnen Joyce und Mônica Salmaso bis hin zu Itamar Assumpção.
Des Weiteren begleitete Vasconcelos Harry Belafonte, B. B. King, Carly Simon und Paul Simon und arbeitete 1984 auch mit dem Schlagzeugerensemble „Singing Drums“ um Pierre Favre. Im Bereich des Jazz brachte er seine brasilianische Perkussion in zahlreiche Projekte von Musikern ein wie Joachim Kühn, Perry Robinson, Jim Pepper, Trilok Gurtu, L. Shankar, Arild Andersen, Andy Sheppard, Jean-Marie Machado und Céline Rudolph. Mehrfach war er mit Jan Garbarek und immer wieder mit der Gruppe von Don Cherry auf Europatournee. 1995 spielte er im Duo mit der Perkussionistin Evelyn Glennie.
Vasconcelos wurde in den 1980er Jahren in mehreren Umfragen zum besten Perkussionisten gewählt. 1995 war er künstlerischer Leiter des Internationalen Festivals der Perkussionisten in Salvador da Bahia. Außerdem spielte er in den 1990er Jahren Filmmusiken ein u. a. für Filme von Mika Kaurismäki und José Araujo, nachdem er bereits im Jahrzehnt zuvor die Musik für Filme von Susan Seidelman und Jim Jarmusch verantwortet hatte. 2005 trat er in dem Dokumentarfilm Vasconcelos, Salis, Consolmagno mit Antonello Salis und Peppe Consolmagno auf. Ballettmusiken schrieb er u. a. für Pina Bausch, Jonathan Lunn und John Neumeier.
Vasconcelos starb an Lungenkrebs, der im September 2015 diagnostiziert worden war.

## Auswahl-Diskographie
- Africa Deus, 1970
- Amazonas, 1973
- Saudades, 1979
- Perry Robinson: Kundalini, 1978, auch mit Badal Roy
- Codona 1, 1978 mit Collin Walcott, Don Cherry
- Codona 2, 1980
- Codona 3, 1982
- Pat Metheny & Lyle Mays: As Falls Wichita, so Falls Wichita Falls, 1980
- Jan Garbarek: Eventyr, 1981, mit John Abercrombie
- Pat Metheny: Offramp, 1982, mit Lyle Mays und Steve Rodby
- Zumbi, 1983
- Duas Vozes - Egberto Gismonti & Naná Vasconcelos, 1984
- Nanatronics, 1985
- Bush Dance, 1986, mit Erasto Vasconcelos, Clive Stevens, Peter Scherer, Arto Lindsay und Mário Toledo
- Asian Journal, 1988, mit Steve Gorn, Mike Richmond und Badal Roy
- Naná Vasconcelos & The Bushdancers Rain Dance, 1989, mit Don Cherry, Cyro Baptista, Peter Scherer und Matthias Gohl
- Naná Vasconcelos & Antonello Salis Lester, 1990
- If You Look Far Enough, 1993, mit Arild Andersen und Ralph Towner
- Contando Estórias, 1994
- Storytelling, 1995
- Contando Estorias, 1995
- Inclassificable, 1995, mit Andy Sheppard und Steve Lodder
- Fragments: Modern Tradition, 1997
- Contaminação, 1999
- Saravah compilation, 1999
- Fragmentos, 2001, mit Domínio Público
- Minha Lôa, 2002, mit João de Souza Leão, Pedro Amorim, Don Cherry, Kiko Klaus, Erasto Vasconcelos und Guga e Murilo
- Vasconcelos e Assumpção - Isso vai dar repercussão, 2004
- Chegada, 2005
- Trilhas, 2006
- Sinfonia & Batuques, 2011

## Filmmusiken
- Amazon von Mika Kaurismäki, 1991
- Because Why von Arto Paragamian, 1993
- Tigrero von Mika Kaurismäki, 1994
- O Sertao das Memorias von José Araújo, 1996
- Quase Dois Imaos/Almost Brothers von Lucia Murat, 2004
- Vasconcelos, Salis, Consolmagno - Vasconcelos, Salis, Consolmagno, 2005

## Lexigraphische Einträge
- Ian Carr, Digby Fairweather, Brian Priestley: Rough Guide Jazz. Der ultimative Führer zur Jazzmusik. 1700 Künstler und Bands von den Anfängen bis heute. Metzler, Stuttgart/Weimar 1999, ISBN 3-476-01584-X.
- Leonard Feather, Ira Gitler: The Biographical Encyclopedia of Jazz. Oxford University Press, New York 1999, ISBN 0-19-532000-X.
- Wolf Kampmann (Hrsg.), unter Mitarbeit von Ekkehard Jost: Reclams Jazzlexikon. Reclam, Stuttgart 2003, ISBN 3-15-010528-5.
- Martin Kunzler: Jazz-Lexikon. Band 2: M–Z (= rororo-Sachbuch. Bd. 16513). 2. Auflage. Rowohlt, Reinbek bei Hamburg 2004, ISBN 3-499-16513-9.